# Kibæk
Kibæk is een plaats in de Deense regio Midden-Jutland, gemeente Herning, en telt 2672 inwoners (2008). Het dorp ligt aan de spoorlijn Skanderborg - Skjern. Vanaf het station vertrekt ieder uur een trein in beide richtingen.

## Geboren
- Kristian Bak Nielsen (1982), voetballer
- Niklas Eg (1995), wielrenner

- Virtual International Authority File: 159319004